# Iglesia de Santa Helena de Roda
La antigua iglesia de Santa Cruz de Roda, ahora conocida con el nombre de Santa Helena, se encuentra situada en el despoblado de Santa Creu de Rodes, muy próximo al monasterio de San Pedro de Roda, en el municipio del Puerto de la Selva (Alto Ampurdán, provincia de Gerona, Cataluña, España). Es Bien de Interés Cultural desde 1997.

## Historia
Esta iglesia tiene un origen muy antiguo, como lo demuestra que en 2007 se encontró a su lado y bajo una casa del pueblo abandonado, un cementerio que se debería situar cronológicamente entre los siglos VIII y IX.
La primera fecha documentada que hace mención a la iglesia es de 974. Se trata de una bula del papa Benedicto VI donde figura una confirmación de bienes del monasterio de San Pedro de Roda. Este vínculo con el cenobio benedictino se va manteniendo en el tiempo. Más adelante, entre 1116 y 1118, se encuentra lo que se ha interpretado como un acta de consagración de la iglesia. Muy probablemente se trata sólo de la conversión de la iglesia en parroquia, continuando, sin embargo, ligada al monasterio.
Cuando el pueblo de Santa Cruz perdió progresivamente su población y quedó finalmente abandonado, la parroquia también fue perdiendo importancia. Este proceso posiblemente se desarrolló entre los siglos XIV y XV. En 1455 aún tenía tres sacerdotes. En 1517 se menciona por primera vez con el nombre de Santa Helena (personaje ligado a la Leyenda de la Cruz). Más adelante, en 1572 ya había perdido la categoría de parroquia. Desde el monasterio se intentó mantener su función de forma artificial y todavía en 1820 sirvió de lugar de enterramiento de un abad, cuando la comunidad ya había abandonado el monasterio y se había trasladado a Figueras.
Poco después y debido a la dejadez, el lugar fue saqueado y quedó abandonado muchos años. Se han hecho varias campañas de restauración.

## El edificio
Se trata de una interesante y antigua construcción, con partes muy antiguas y muchas modificaciones.
Originalmente se trataba de un edificio con una nave única, cubierta con bóveda de cañón y acabada con tres ábsides trapezoidales dispuestos en forma de cruz. Con el tiempo los ábsides laterales perdieron los muros de poniente, abriendo a través de unos arcos que comunican con unas naves laterales que se levantaron de nuevo y que al mismo tiempo dan a la antigua nave central a través unos amplios arcos abiertos en los muros laterales de ésta y que soportan la bóveda primitiva. Con esta modificación la primitiva iglesia prerrománica se convirtió es una curiosa iglesia de tres naves con un ábside, con arcos entre las naves. Aunque se hicieron más modificaciones en el edificio, como el añadido un atrio y una sacristía.
Sobre el crucero, entre los tres antiguos ábsides, se levanta una pesada torre, rematada con una espadaña de dos ojos.
En cuanto a su datación, ésta es motivo de controversia, aunque se piensa que la iglesia primitiva, prerrománica, sea del siglo X o anterior. Las importantes obras de ampliación son muy posteriores, incluso podrían situarse en el siglo XVI. La portada principal, de esta última época, fue expoliada a principios del siglo XX y trasladada a Selva de Mar.

## Galería

Santa Helena de Roda
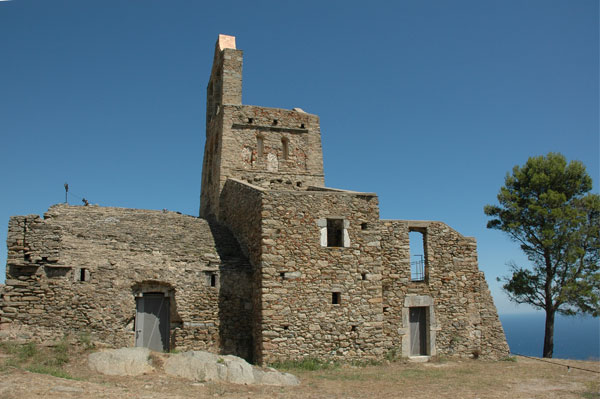
Exterior.
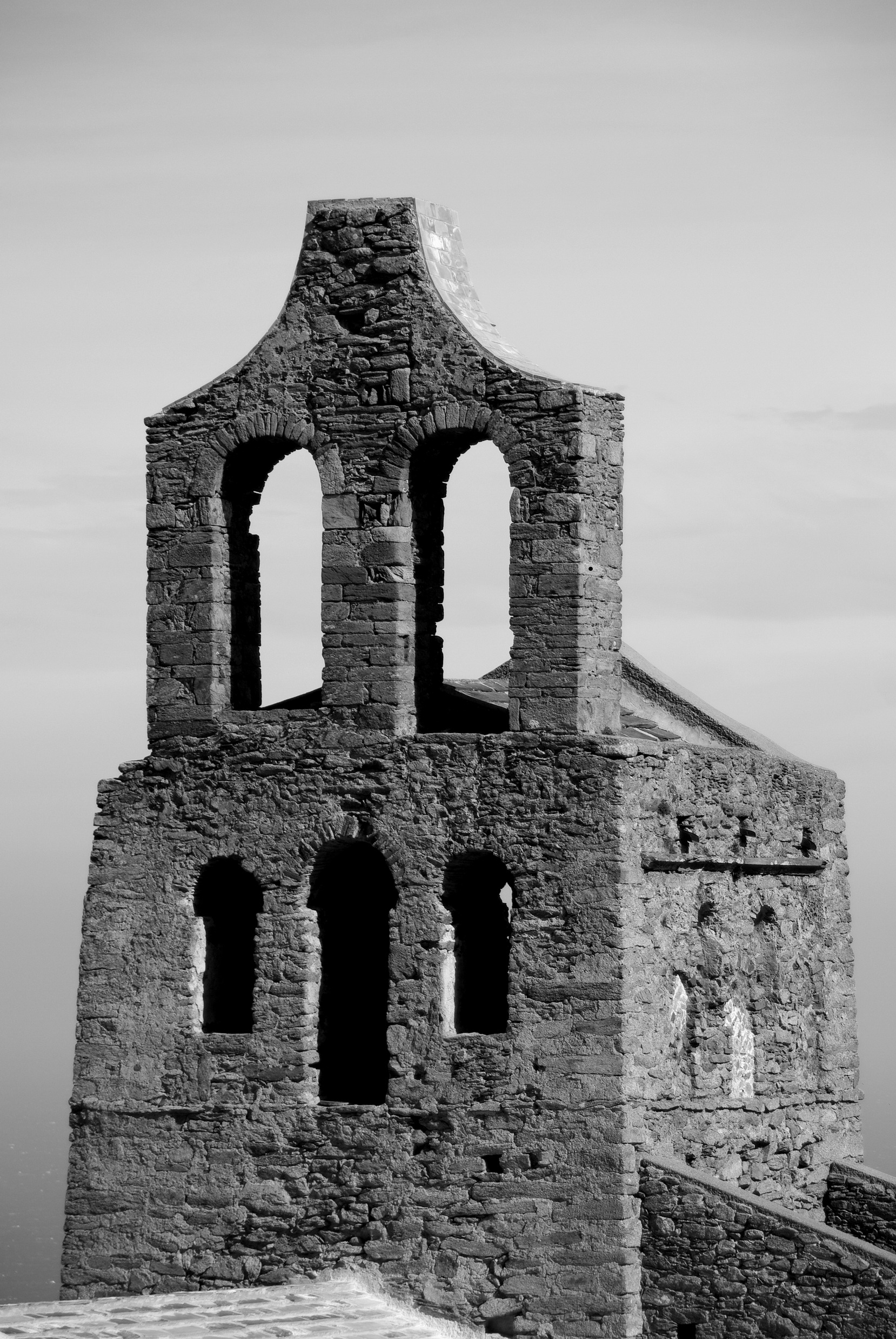
Espadaña.
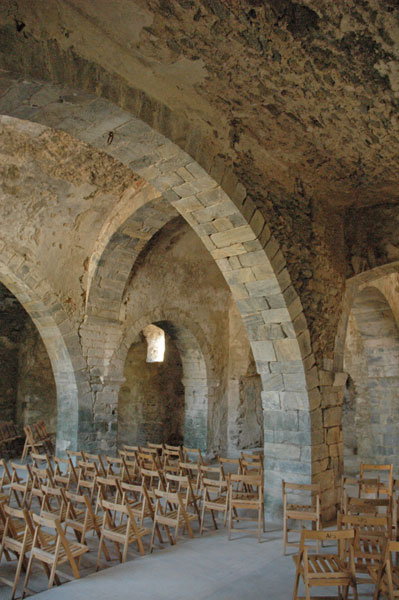
Vista del interior.
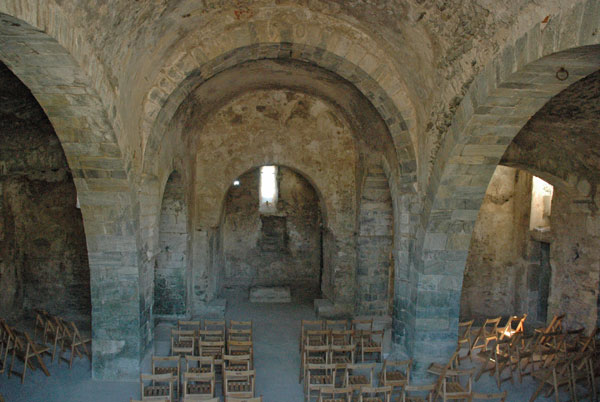
Vista del interior.